# Elnur Mammadli
Elnur Mammadli (em azeri: Elnur Məmmədli; RSS Azeri, 29 de junho de 1988) é um judoca azeri.
Ganhou a medalha de ouro durante os Jogos Olímpicos Pequim em 2008 na categoria até 73 kg. Na final ele bateu o favorito Wang Ki-Chun, da Coreia do Sul, em 13 segundos por ippon.
Foi o porta-bandeira da delegação de seu país nos Jogos Olímpicos de Londres 2012.